# Robert Steckle
Robert John „Bob“ Steckle (* 21. August 1930 in Kitchener, Ontario; † 25. September 2022 ebenda) war ein kanadischer Ringer.

## Biografie
Robert Steckle studierte an der University of Guelph, wo er auch im Ringerteam der Universität trainierte. 
Steckle nahm an den Olympischen Sommerspielen 1952 in Helsinki, 1956 in Melbourne und 1960 in Rom teil. Sein bestes Olympiaresultat war ein vierter Platz 1956 in der Klasse bis 87 kg im griechisch-römischen Stil. Zudem war Steckle Fahnenträger der kanadischen Mannschaft  bei der Eröffnungsfeier der Spiele 1956.
Darüber hinaus gewann Steckle bei den British Empire and Commonwealth Games 1954 Silber in der Klasse bis 87 kg im Freistilringen. Bei den British Empire and Commonwealth Games 1958 folgte in der gleichen Disziplin Bronze sowie bei den Panamerikanischen Spielen 1963 eine Silbermedaille. 
Auf nationaler Ebene gewann Steckle 12 Meistertitel. Beruflich war er als Landwirt tätig.